# Bitwa pod Cześnikami
Bitwa pod Cześnikami – starcie zbrojne mające miejsce w dniach 21-22 września 1939 pod Cześnikami między oddziałami Wojska Polskiego a oddziałami armii niemieckiej w czasie niemieckiej agresji na Polskę.
Bitwę pod Cześnikami stoczyła w dniach 21-22 września 1939 39 Dywizja Piechoty (rezerwowa). Cześniki to wieś, leżąca na wschód od Zamościa. Po stronie niemieckiej w walkach przeciw dywizji polskiej wzięły udział: 4 Dywizja Lekka i 27 Dywizja Piechoty z 14 Armii. Bitwa pozostała nierozstrzygnięta. Gen. Stefan Dąb-Biernacki nie wykorzystał dogodnej okazji do przebicia się na południe w kierunku granicy węgierskiej. Polacy ponieśli straty w wysokości: 200 zabitych, 600 rannych; Niemcy - straty podobne. Polacy wzięli do niewoli około 100 jeńców i zniszczyli około 150 samochodów i motocykli.